# Provincia Mosul (Imperiul Otoman)
Vilaietul Mosul  a fost o provincie (vilaiet) a  Imperiului  Otoman cu o populație majoritară kurdă și arabă. Spre deosebire de regiunile învecinate, această provincie a fost mult mai bine integrată în cadrul Imperiului Otoman. Din punct de vedere religios,populația  regiunii era în mod preponderent sunită. Printre cele mai importante comunități religios-naționale se numărau turkmenii, kurzii, evreii și creștinii. La începutul secolului al XX-lea, populația provinciei număra aproximativ 800.000 de oameni.  Aceste comunități și liderii lor erau puternic influențați de ierarhia politică, rețelele comerciale și sistemul juridic ale Imperiului Otoman, chiar dacă își proclamau autonomia, autonomie recunoscută de autoritățile imperiale prin sistemul milleturilor .   În timpul dominației otomane, Mosulul a fost cunoscut în principal ca o regiun e producătoare de bumbac și produse din bumbac. Petrolul, descoperit încă înainte de izbucnirea Primului Război Mondial, a căpătat o importanță strategică doar în timpul primei conflagrații mondiale și de atunci până în prezent nu și-a pierdut această importanță. Orașul Mosul a fost considerat o capitală comercială a imperiului, datorită poziției sale la intersecția mai multor rute comerciale importante dintre India și Marea Mediterană. De asemenea, Mosulul avea o mare importanță și din punct de vedere politic. 
De-a lungul existenței Provinciei Mosul, asupra liderilor acesteia au planat în multe rânduri acuzații de corupție și incompetență, aceștia fiind destituiți și înlocuiți cu o frecvență îngrijorătoare. Datorită unor asemenea prob leme, administrația Mosulului a fost trecută în mai multe rânduri în subordinea directă a Constantinopolului, iar liderii au fost numiți ori direct din capitală, ori ținându-se seama de influențele triburile din zonă. 

## Grupări care revendicau Mosulul
La sfârșitul  Primului Război Mondial, Imperiul Otoman a semnat Armistițiul de la Mudros pe 30 octombrie 1918. Acest acord impunea încetarea luptelor dintre forțele otomane și cele ale Aliaților. După trei zile, pe 2 noiembrie, generalul-locotenent Sir William Marshall a invadat Vilaietul Mosul, reușind să ocupe întreaga zonă în mai puțin de două săptămâni. În august 1920, a fost semnat Tratatul de la Sevres, care punea în mod oficial capăt războiului. Imperiul Otoman a contestat puternic dreptul britanicilor asupra Mosulului, dat fiind faptul că a fost ocupat ilegal, în ciuda prevederilor Armistițiului de la Mudros. Chiar și după semnarea Tratatului de la Lausanne din 1923, Turcia a continuat să susțină că britanicii ocupaseră în mod ilegal villyetul Mosul. Pe de altă parte, oficialii britanici de la Londra și Bagdad susțineau că Mosulul este vital pentru supraviețuirea Irakului datorită resurselor naturale din regiune cât și din punct de vedere al securității granițelor sale montane . În același timp, liderii turci se temeau că naționalismul kurd avea să primească un imbold în regiunile dominate de britanici, ceea ce ar fi produs probleme în Kurdistanul turc . Liga Națiunilor a încercat să rezolve problemele legate de regiunea Mosul și a trimită pe teren o comisie de specialiști, care să determine cărei țări i se cuvine controlul asupra fostului Vilaiet otoman.  Raportul comisiei avea să precizeze faptul că Turcia nu are nici un fel de pretenție asupra Mosulului și că acesta ar fi aparținut de drept britanicilor, nefiind nicio tabără care să aibă pretenții îndreptățite.. Această decizie a comisiei nu a fost o surpriză, ținând seama de marea influență de care se bucura Londra la Liga Națiunilor. Britanicii și-au exprimat în mod clar dorința să controleze întreaga regiune când, mai înainte chiar ca să se încheie activitatea comisiei, secretarul de stat Maurice Hankey a declarat că Royal Navy depinde în mod hotărâtor de rezervele de petrol din Mosul.
Turcia nu a contestat doar dreptul britanicilor să controleze regiunea Mosul, dar și frontiera impusă de către aceștia din urmă. Traseul frontierei dintre Turcia și Irak fusese hotărât de Liga Națiunilor respectând întrutotul  linia hotărâtă de autoritățile britanice în trecut (Lina Brussels).  Atunci când problema frontierei  a ajuns pe ordinea de zi a cabinetului britanic, atât Înaltul comisar pentru Irak, Percy Cox, cât și Comisarul civil din Bagdad, Arnold Wilson, i-au cerut premierului Lloyd George să susțină că între cele două linii de demarcație, cea stabilită de britanici și cea stabilită de Liga Națiunilor, nu există deosebiri majore.  
Vilaietul Mosul nu era însă doar în centrul disputelor dintre Turcia și Regatul Unit. Faysal ibn Husayn, regele Hashemit al noului stat fondat de britanici în 1921, dorea de asemenea să obțină controlul asupra regiunii Mosul. Faysal era  prețuit de britanici datorită sprijinului pe care îl acordase acest lider arab în timpul războiului. Mai mult, britanicii considerau că pot avea încredere în Faysal și pe viitor, așa cum avusese încredere în timpul războiului. Încrederea britanicilor era îndreptățită cel puțin parțial. Faysal a fost un diplomat iscusit, care a găsit un echilibru între pretențiile britanicilor și nevoile reale ale poporului său.  Unul dintre obiectivele lui Faysal era unificarea și întărirea Irakului, controlul asupra Mosulului fiind de maximă importanță pentru securitatea și economia statului. Mai înainte ca să se adreseze Ligii Națiunilor, regele Faysal  a cerut în mai multe rânduri britanicilor să cedeze în favoarea sa controlul asupra Mosulului, facilitându-i astfel unificarea țării. În cele din urmă, după ce Liga Națiunilor s-a pronunța asupra problemei Mosulului, guvernul britanic a acceptat să cedeze controlul asupra regiunii în schimbul unor importante concesiuni de exploatare a bogățiilor naturale ale regiunii. Britanicii au înființat „Turkish Petroleum Company”, companie redenumită mai târziu „Iraq Petroleum Company” (IPC). Britanicii au încercat de asemenea să calmeze furia turcilor cu privire la decizia Ligii Națiunilor oferindu-le o participare generoasă la profiturile noii companii petroliere. Prin preluarea controlului asupra regiunilor petrolifere, britanicii au păstrat controlul asupra Vilaietului Mosul chiar și după ce au predat controlul politic asupra regiunii regelui Faysal. 
Un alt grup cu interese importante în regiune era cel al kurzilor. Kurzii locuiau din cele mai vechi timpuri în această regiune, aveau o identitate culturală și națională distinctă și nu doreau să într-un stat independent. Ei s-au opus de-a lungul timpului integrării lor forțate în Irak, nerenunțând nicio clipă la ideea unui stat independent. Cei mai mulți kurzi nu se considerau ca cetățeni ai noului stat irakian. Liderii kurzi au mobilizat diferitele grupuri înarmate,care luptaseră de-a lungul timpului alături de mai multe puteri imperiale, funcție de interesele lor tribale. Cea mai mare parte a kurzilor s-a considerat trădată de britanici, care le promiseseră independența de sub stăpânirea otomană și care acum acționaseră împotriva intereselor lor. Faysal dorea să integreze populația kurdă care, fiind în principal sunită, putea să echilibreze restul populației irakiene, care era majoritar șiită. Britanicii s-au folosit fără prea multe scrupule de nemulțumirile kurzilor pentru ca să exercite o continuă presiune asupra monarhului irakian. În epoca noastră contemporană, Iranul s-a folosit de nemulțumirile kurzilor pentru ațâțarea rebeliunii împotriva liderilor de la Bagdad în timpul regimului Khomeini.